# Orthoprosopa grisea
Orthoprosopa grisea là một loài ruồi trong họ Ruồi giả ong (Syrphidae). Loài này được Walker mô tả khoa học đầu tiên năm 1835. Orthoprosopa grisea phân bố ở miền Australasia